# Fernand Rinfret
Pour les articles homonymes, voir Rinfret.
Fernand Rinfret, né le 28 février 1883 à Montréal et mort le 12 juillet 1939 à Los Angeles, est un homme politique québécois. Il a été député à la Chambre des communes du Canada de 1920 à 1939 et ministre fédéral. Il a été le trente-cinquième maire de Montréal.

## Biographie
Il est fils de François Rinfret, avocat, et d'Albina Pominville. Il est le frère de Thibaudeau Rinfret. Il étudie les arts au Collège Notre-Dame de Côte-des-Neiges et au Collège Sainte-Marie. Dès cette époque, il signe des articles de critique dramatique sous le pseudonyme de Paul Destrée. Il utilisera par la suite d'autres pseudonymes, tel Graindorge et Pierre Simon dans les journaux Canada et Riposte.
En 1907, il débute comme journaliste à Saint-Jérôme en plus d'être le secrétaire personnel du ministre Raymond Préfontaine.  En 1907, il devient correspondant parlementaire du journal Le Canada, journal identifié au Parti libéral du Canada, et en 1909, il en devient rédacteur en chef.
En 1917, il est membre de la Commission de la Bibliothèque de Montréal. En 1921, il enseigne son métier à l'Université de Montréal.
Délégué par son journal pour couvrir la guerre de 1914-1918, il rédige une série d'articles qui seront réunis en volume sous le titre Un voyage en Angleterre et au front français (septembre 1918). 
Il devient membre de la Société royale du Canada en 1920. Cette même année, il est élu député libéral de Saint-Jacques à la Chambre des communes du Canada, lors d'une élection partielle. Il est réélu député aux élections générales fédérales de 1921, 1925, 1926, 1930 et 1935. Il sert à titre de secrétaire d'État dans les gouvernements de King, de 1926 à 1930 puis de 1935 à sa mort en 1939. Fulgence Charpentier est son chef de cabinet.
Rinfret bat Camillien Houde à l'élection à la mairie de Montréal de 1932. Il est maire de Montréal pendant deux ans, mais il est à son tour défait par Houde lors de l'élection suivante, en 1934.
Rinfret est aussi le PDG des Canadiens de Montréal et un récipiendaire de la Légion d'honneur. Il avait publié Un Voyage en Angleterre et au front français (1918), ainsi que des biographies d'Octave Crémazie et Louis-Honoré Fréchette (1906). Il avait épousé Berthe de Martigny le 4 juin 1908 à Sacré-Cœur, Ottawa. Il meurt le 12 juillet 1939 à l'âge de 56 ans. Il est enterré au cimetière Notre-Dame-des-Neiges.

## Publications

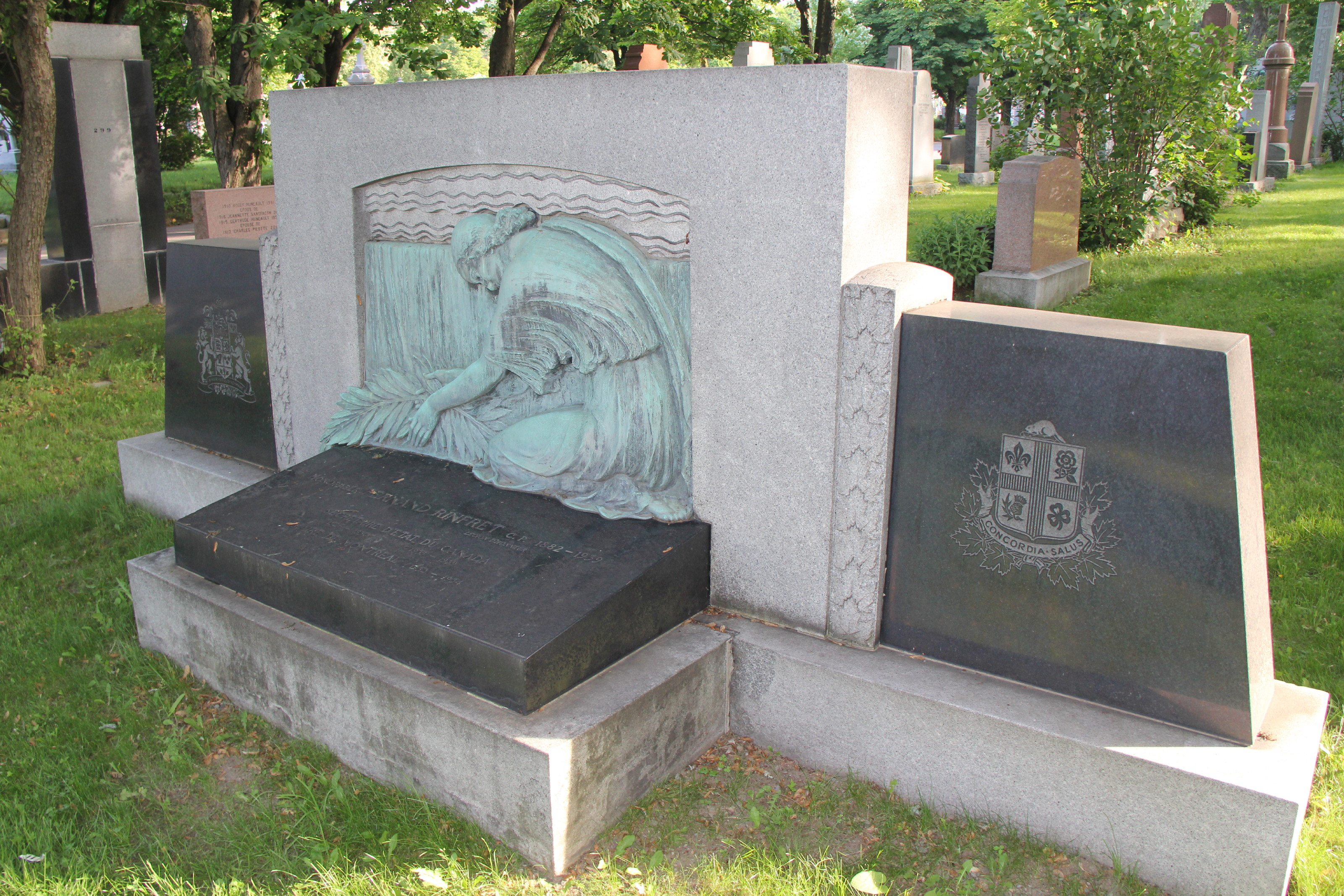
Pierre tombale de Fernand Rinfret, cimetière Notre-Dame-des-Neiges, Montréal

- Louis Fréchette, Saint-Jerôme, Lib. Prévost, 1906.
- Octave Crémazie, Saint-Jerôme, Lib. Prévost, 1906.
- Un voyage en Angleterre et au front français, 1918.
- Le libéralisme de Laurier, 1919.
- Essais sur la politique, l'histoire et les arts,  Montréal, Beauchemin, 1920.
- L'effort littéraire au Canada français, Mémoires de la société royale du Canada, Ottawa, Hope et fils, 1920.
- Pensées et souvenirs, Montréal, Beauchemin, 1942, 167 p.